# 安德魯·小路
安德魯·朱利安·弘明·小路（英語：Andrew Julian Hiroaki Koji，1987年11月10日—），英國男演員、武術家、特技演員、編劇和製片人。知名作品如2019年起主演Cinemax電視劇《唐人街戰士》，以及2021年電影《特種部隊：蛇眼之戰》的主演。他也参与配音工作，在2024年的游戏《黑神话：悟空》中，为二郎神的英文版配音。

## 早期生活
安德魯·小路生於英格蘭薩里郡埃普索姆，並在此成長。父親是日本人，母親是英國人。小路十幾歲時就開始從事電影業的額外工作並製作短片。18歲時，移居泰國，同時仍在接受武術訓練，並在該電影業偶爾兼職。隨後在日本電影業工作了幾年，然後返回英國在倫敦的演員廟工作室（Actors' Temple Studio）接受培訓。最後，小路開始在英國的戲劇和電視行業獲得更多工作。他談論在此獲得的機會：「儘管情況正在發生變化，但當時東亞演員的機會過去和現在都非常有限，我的雙重血統加分不大。」
小路19歲時從大學輟學，專注於表演和武術。二十多歲時在英國少林寺學習和參加跆拳道比賽，並接受了少林功夫的訓練。他編寫和製作了自己的電影，還擔任過替身演員；如2013年電影《玩命關頭6》。

## 外部連結
- 安德魯·小路在互联网电影资料库（IMDb）上的資料（英文）